# Someday (I Will Understand)
Someday (I Will Understand) Jednou (pochopím) je píseň, kterou vydala Britney Spears během třetí čtvrtiny roku 2005.

## Informace o písni
Song napsala Britney dva týdny před tím, než se dozvěděla o svém těhotenství, kdy čekala svého prvního syna Seana Prestona. Celou píseň Spears nahrála sama na klavíru, o producentskou práci se postaral Guy Sigsworth, který produkoval také Everytime.

## Videoklip
Videoklip se poprvé objevil na DVD nazvaném Britney & Kevin: Chaotic. Celý klip je velmi klidný. Vidíme Britney, která je těhotná a oblečena celá v bílém. Chodí po svém domě nebo leží na posteli, ze které se kouká na zahradu.
Celý klip režíroval Michael Haussman.

## Hitparádové umístění
Píseň se začala vysílat v červnu 2005 a setkala se s velmi kladnou odezvou. Ale nepropracovala se na nejvyšší pozice. V USA píseň vydána nebyla.

## Umístění
| Hitparáda  | Umístění |
| ---------- | -------- |
| Rakousko   | 32       |
| Argentina  | 39       |
| Belgie     | 11       |
| Nizozemsko | 36       |
| Evropa     | 74       |
| Finsko     | 15       |
| Německo    | 22       |
| Řecko      | 8        |
| Mexiko     | 34       |
| Norsko     | 18       |
| Švédsko    | 10       |
| Švýcarsko  | 8        |